# Mimopterolophia multituberculata
Mimopterolophia multituberculata är en skalbaggsart som beskrevs av Stefan von Breuning 1980. Mimopterolophia multituberculata ingår i släktet Mimopterolophia och familjen långhorningar.
Artens utbredningsområde är Filippinerna. Inga underarter finns listade i Catalogue of Life.